# Riera de Sant Genís
La Riera de Sant Genís fou una antiga riera ubicada al districte d'Horta-Guinardó de Barcelona. Actualment està soterrada.
La riera naixia a la fondalada on avui dia estan ubicades moltes cases del barri de Sant Genís dels Agudells. Seguia sortejant el terreny fins a trobar les torrenteres que se li afegien del vessant del turó de la Creueta del Coll, on avui trobem el barri de la Teixonera, i que ja entrant al barri de la Clota passava on avui hi ha el carrer Alarcón i no fa gaires anys encara convivien aigua i carrer.